# Miras Barszyłykow
Miras Barszyłykow (ros. Мирас Баршылыков; ur. 9 lipca 1994) – kazachski zapaśnik walczący w stylu klasycznym. Czwarty w Pucharze Świata w 2016 roku.